# Больной человек Азии
«Больной человек Азии» или «больной человек Восточной Азии» — выражение, образованное от фразы «больной человек Европы» и первоначально относившееся к Китаю конца XIX — начала XX веков, который был принуждён странами Европы, США и Японией к подписанию серии неравных договоров и расколот международными разделами. Кульминацией этого стало японское вторжение в Китай, ставшее частью Второй мировой войны.
Китайский писатель Цзэн Пу (曾朴) (1872—1935) издал в 1894 году свою новеллу «Цветок в грешном море» под псевдонимом «Больной человек Восточной Азии» (東亞病夫). Это выражение также прозвучало в фильме Брюса Ли «Кулак ярости».
С конца XX века это выражение также применялось к ряду других стран Азии, включая Японию и Филиппины.